# Cluster ballooning
 (décembre 2016).
Si vous disposez d'ouvrages ou d'articles de référence ou si vous connaissez des sites web de qualité traitant du thème abordé ici, merci de compléter l'article en donnant les références utiles à sa vérifiabilité et en les liant à la section « Notes et références ».

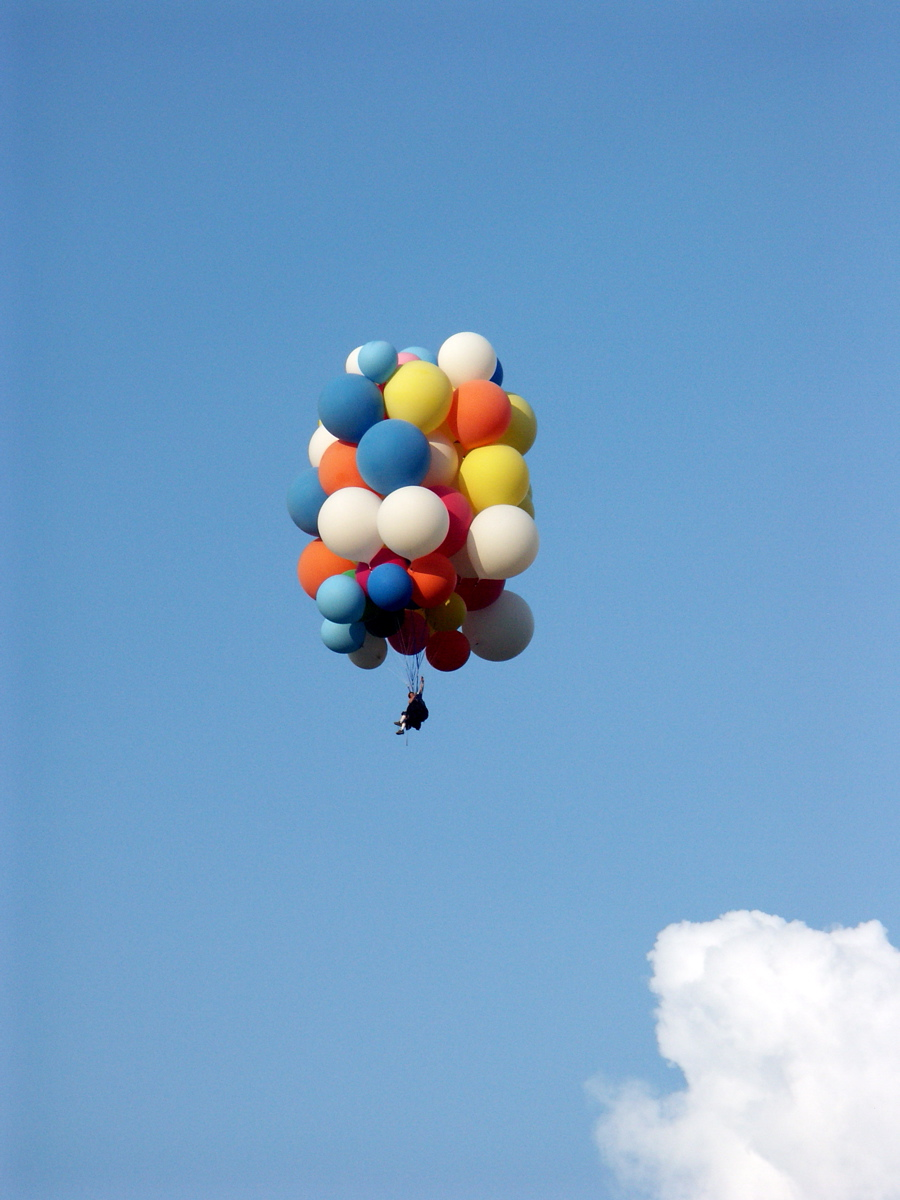
Cluster ballooning, ou littéralement « Ballon en grappe ».

Le Cluster ballooning ou Cloudhopper, littéralement traduit par « Ballon en grappe » est une forme de vol en montgolfière où un aéronaute s'attache à une multitude de ballons en caoutchouc gonflés à l'hélium.
Contrairement aux ballons à air chaud, où une nacelle est attachée à un seul ballon et qui est équipée de lest et d’un brûleur permettant le contrôle de l’altitude, la pratique du Cluster ballooning se fait avec une multitude de ballons rattachés à une sellette unique. Pour contrôler son altitude l’aéronaute prendra soin de se séparer de ballons pour perdre de l’altitude ou se séparer de lest pour accélérer son ascension.

## Aéronautes célèbres
- Larry Walters